# Milan (Schiff, 1934)
Die Milan (deutsch: Milan) war ein Großzerstörer (franz. Contre-Torpilleurs) der Aigle-Klasse der französischen Marine. Sie wurde am 8. November 1942 vor Casablanca von Schiffen der Task-Force 34 angegriffen und von amerikanischen Zerstörer Wilkes schwer beschädigt.

## Maschinenanlage
Die Antriebsanlage der Milan bestand aus vier Penhoët-Kesseln und zwei Parsons-Turbinen. Diese trieben über zwei Antriebswellen die beiden Schrauben an. Die Maschinen leisteten 64.000 WPS. Damit konnte eine Höchstgeschwindigkeit von 36 kn (etwa 67 km/h) erreicht werden.

## Bewaffnung
Die Hauptartillerie der Milan bestand aus fünf 13,86-cm-Geschützen L/40 des Modells 1927 in Einzelaufstellung. Diese Kanone konnte eine 40,4 Kilogramm schwere Granate über eine maximale Distanz von 19.000 m feuern. Als Flugabwehrbewaffnung verfügte der Zerstörer bei Indienststellung über vier 3,7-cm-Flugabwehrkanonen (L/60) des Modells 1925 in Einzelaufstellung. Als Torpedobewaffnung verfügte die Milan über sechs     Torpedorohre in zwei Dreiergruppen für den Torpedo 23DT Toulon. Zur U-Boot-Abwehr verfügte das Schiff über vier Wasserbombenwerfer am Heck mit zusammen 44 Wasserbomben.

## Einsatzgeschichte
Während der deutschen Invasion in Norwegen eskortierte die Milan zwischen dem 18. und 27. April 1940 zwei alliierte Konvois nach Namsos und Harstad. Die Konvois transportierten französische Gebirgsjäger (frz.: Chasseurs Alpins) nach Norwegen.  Am 3. und 4. Mai 1940 stieß die Milan zusammen mit den französischen Großzerstörern Chevalier Paul und Tartu und den britischen Zerstörern Sikh und Tartar bis in den Skagerrak vor. Dabei trafen sie allerdings auf keine feindlichen Schiffe.
Am 15. Juni 1940 brachte die Milan den französischen General Charles de Gaulle von Brest nach Plymouth. Er war auf dem Weg zu Gesprächen mit der britischen Regierung in London.

## Verbleib

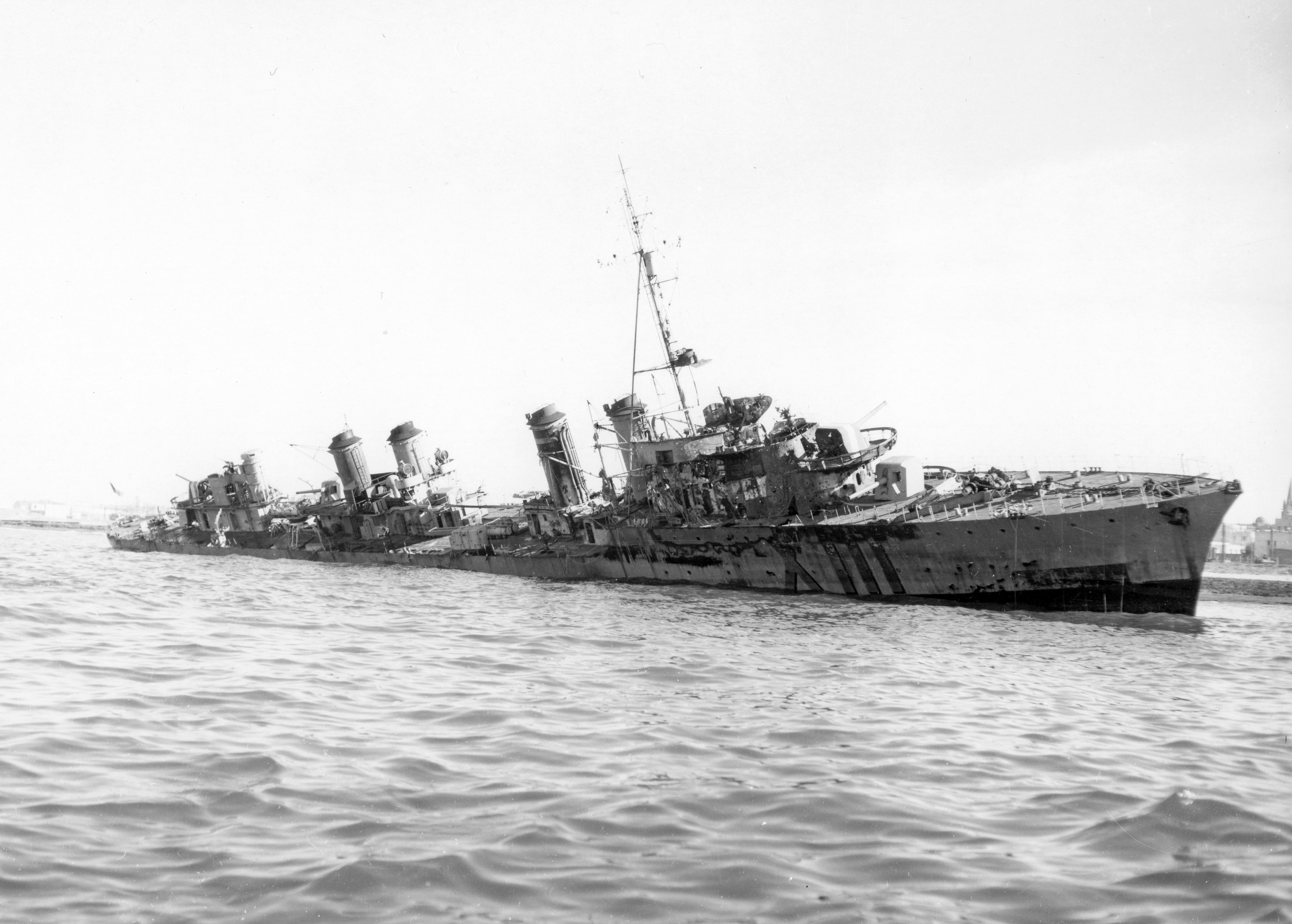
Das ausgebrannte Wrack der Milan bei Casablanca (1942)

Am 8. November 1942 geriet die Milan vor Casablanca in ein Gefecht mit der Task-Force 34. Der US-amerikanische Zerstörer Wilkes konnte die Milan mehrfach treffen und schwer beschädigen. Um ein Sinken des Schiffes zu verhindern, lief das Schiff am Strand auf, brannte dort aber aus. Die Milan wurde nach dem Krieg geborgen und abgebrochen.